# Llangynog (Powys)
Pour les articles homonymes, voir Llangynog.
Llangynog est un village et une communauté du Powys, au pays de Galles.

## Géographie
Llangynog est situé dans le nord-ouest du Powys, dans le comté historique du Montgomeryshire, à 20 km au sud-est de la ville de Bala.

## Démographie
Au recensement de 2011, la communauté de Llangynog comptait 339 habitants.